# Maxim Jurjewitsch Rasumow

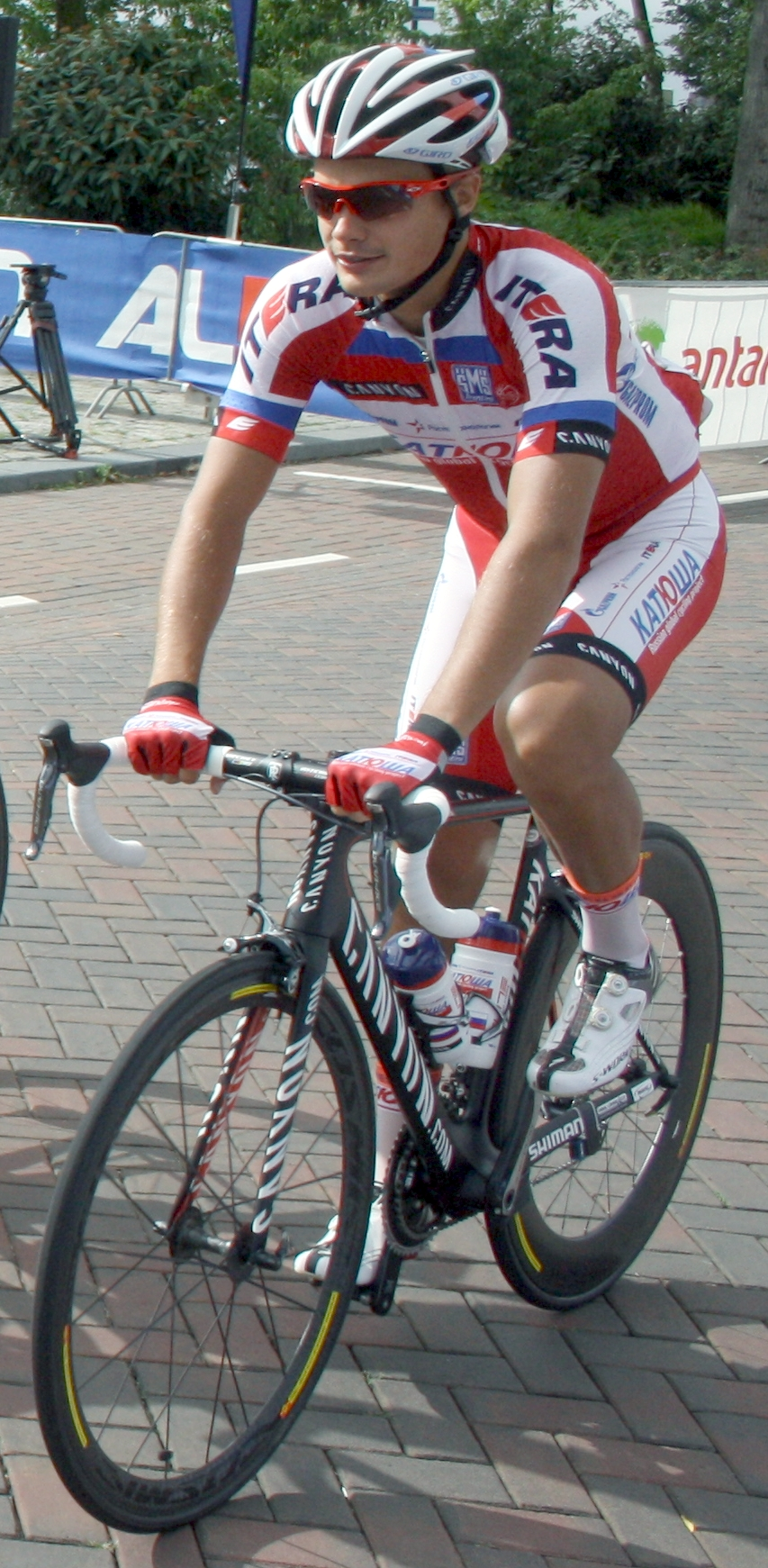
Maxim Rasumow beim World Ports Classic 2013

Maxim Jurewitsch Rasumow (russisch Максим Юрьевич Разумов; * 12. Januar 1990 in Lipezk) ist ein russischer Straßenradrennfahrer.
Maxim Rasumow begann seine Karriere 2009 bei dem russischen Continental Team Moscow. Er fuhr dort bis Mitte 2010 und gewann unter anderem die Gesamtwertung des Udmurt Republic Stage Race. 2011 war er bei einer Etappe des Friendship People North-Caucasus Stage Race erfolgreich. Seit 2012 fährt Rasumow für Itera-Katusha. In seinem zweiten Jahr dort gewann er drei Etappen beim Grand Prix of Sochi und die Gesamtwertung bei Five Rings of Moscow. Ende der Saison 2013 fuhr er als Stagiaire bei Katusha und gewann mit dem Team das Mannschaftszeitfahren bei der Tour des Fjords.

## Erfolge
2013
- drei Etappen Grand Prix of Sochi
- Gesamtwertung Five Rings of Moscow
- Mannschaftszeitfahren Tour des Fjords

2014
- eine Etappe Five Rings of Moscow

2015
- Mannschaftszeitfahren Grand Prix of Sochi
- Mannschaftszeitfahren Grand Prix of Adygeya

## Teams
- 2009 Moscow
- 2010 Moscow (bis 31. Juli)

- 2012 Itera-Katusha
- 2013 Itera-Katusha
- 2013 Katusha (Stagiaire)
- 2014 Itera-Katusha
- 2015 Itera-Katusha